# Conference League National 2006-2007
La Conference League National 2006-2007, conosciuta anche con il nome di Nationwide Conference per motivi di sponsorizzazione, è stata la 28ª edizione del campionato inglese di calcio di quinta divisione.

## Squadre partecipanti
| Squadra                | Città             | Stagione precedente                           |
| ---------------------- | ----------------- | --------------------------------------------- |
| Altrincham             | Altrincham        | 22º posto in Conference League National       |
| Aldershot Town         | Aldershot         | 13º posto in Conference League National       |
| Burton Albion          | Burton upon Trent | 9º posto in Conference League National        |
| Dag & Red              | Londra (Dagenham) | 10º posto in Conference League National       |
| Cambridge Utd          | Cambridge         | 12º posto in Conference League National       |
| Crawley Town           | Crawley           | 17º posto in Conference League National       |
| Exeter City            | Exeter            | 7º posto in Conference League National        |
| Forest Green           | Nailsworth        | 19º posto in Conference League National       |
| Gravesend & Northfleet | Northfleet        | 16º posto in Conference League National       |
| Grays Athletic         | Grays             | 3º posto in Conference League National        |
| Halifax Town           | Halifax           | 4º posto in Conference League National        |
| Kidderminster Harriers | Kidderminster     | 15º posto in Conference League National       |
| Morecambe              | Morecambe         | 5º posto in Conference League National        |
| Northwich Victoria     | Northwich         | 1º posto in Conference League North, promosso |
| Oxford United          | Oxford            | 23º posto in Football League Two, retrocesso  |
| Rushden & Diamonds     | Irthlingborough   | 24º posto in Football League Two, retrocesso  |
| Southport              | Southport         | 18º posto in Conference League National       |
| St Albans City         | St Albans         | 2º posto in Conference League South, promosso |
| Stafford Rangers       | Stafford          | 2º posto in Conference League North, promosso |
| Stevenage Borough      | Stevenage         | 6º posto in Conference League National        |
| Tamworth               | Tamworth          | 20º posto in Conference League National       |
| Weymouth               | Weymouth          | 1º posto in Conference League South, promosso |
| Woking                 | Woking            | 11º posto in Conference League National       |
| York City              | York              | 8º posto in Conference League National        |

## Classifica finale
|  | Pos. | Squadra                | Pt | G  | V  | N  | P  | GF | GS | DR  |
|  | ---- | ---------------------- | -- | -- | -- | -- | -- | -- | -- | --- |
|  | 1    | Dag & Red              | 95 | 46 | 28 | 11 | 7  | 93 | 48 | +45 |
|  | 2    | Oxford Utd             | 81 | 46 | 22 | 15 | 9  | 66 | 33 | +33 |
|  | 3    | Morecambe              | 81 | 46 | 23 | 12 | 11 | 64 | 46 | +18 |
|  | 4    | York City              | 80 | 46 | 23 | 11 | 12 | 65 | 45 | +20 |
|  | 5    | Exeter City            | 78 | 46 | 22 | 12 | 12 | 67 | 48 | +19 |
|  | 6    | Burton Albion          | 75 | 46 | 22 | 9  | 15 | 52 | 47 | +5  |
|  | 7    | Gravesend & Northfleet | 74 | 46 | 21 | 11 | 14 | 63 | 56 | +7  |
|  | 8    | Stevenage              | 70 | 46 | 20 | 10 | 16 | 76 | 66 | +10 |
|  | 9    | Aldershot Town         | 65 | 46 | 18 | 11 | 17 | 64 | 62 | +2  |
|  | 10   | Kidderminster          | 63 | 46 | 17 | 12 | 17 | 43 | 50 | -7  |
|  | 11   | Weymouth               | 63 | 46 | 18 | 9  | 19 | 56 | 73 | -17 |
|  | 12   | Rushden & Diamonds     | 62 | 46 | 17 | 11 | 18 | 58 | 54 | +4  |
|  | 13   | Northwich Victoria     | 58 | 46 | 18 | 4  | 24 | 51 | 69 | -18 |
|  | 14   | Forest Green           | 57 | 46 | 13 | 18 | 15 | 59 | 64 | -5  |
|  | 15   | Woking                 | 57 | 46 | 15 | 12 | 19 | 56 | 61 | -5  |
|  | 16   | Halifax Town           | 55 | 46 | 15 | 10 | 21 | 55 | 62 | -7  |
|  | 17   | Cambridge Utd          | 55 | 46 | 15 | 10 | 21 | 57 | 66 | -9  |
|  | 18   | Crawley Town (-10)     | 53 | 46 | 17 | 12 | 17 | 52 | 52 | 0   |
|  | 19   | Grays Athletic         | 52 | 46 | 13 | 13 | 20 | 56 | 55 | +1  |
|  | 20   | Stafford Rangers       | 52 | 46 | 14 | 10 | 22 | 49 | 71 | -22 |
|  | 21   | Altrincham             | 51 | 46 | 13 | 12 | 21 | 53 | 67 | -14 |
|  | 22   | Tamworth               | 48 | 46 | 13 | 9  | 24 | 43 | 61 | -18 |
|  | 23   | Southport              | 47 | 46 | 11 | 14 | 21 | 57 | 67 | -10 |
|  | 24   | St Albans City         | 40 | 46 | 10 | 10 | 26 | 57 | 89 | -32 |

Legenda:
      Promosso in Football League Two 2007-2008.
  Ammesso ai play-off.
      Retrocesso in Conference League North 2007-2008.
      Retrocesso in Conference League South 2007-2008.
Regolamento:
Tre punti a vittoria, uno a pareggio, zero a sconfitta.
In caso di arrivo di due o più squadre a pari punti, la graduatoria viene stilata secondo i seguenti criteri:
- differenza reti
- maggior numero di gol segnati

Note:

Altrincham inizialmente retrocesso e successivamente riammesso in Conference League Premier 2007-2008, in seguito alla doppia retrocessione del Boston United.
Il Crawley Town, sottoposto ad amministrazione finanziaria, è stato sanzionato con 10 punti di penalizzazione.

## Spareggi

### Play-off

#### Tabellone
|  | Semifinali | Semifinali        | Semifinali | Semifinali | Semifinali |  |  | Finale      | Finale      | Finale |  |
|  |            |                   |            |            |            |  |  |             |             |        |  |
|  | 5          | Exeter City (dtr) | 0          | 2          | 2 (4)      |  |  |             |             |        |  |
|  | 2          | Oxford Utd        | 1          | 1          | 2 (3)      |  |  | Exeter City | Exeter City | 1      |  |
|  | 4          | York City         | 0          | 1          | 1          |  |  | Morecambe   | Morecambe   | 2      |  |
|  | 3          | Morecambe         | 0          | 2          | 2          |  |  |             |             |        |  |

#### Semifinali
|               | Risultati     |               | Luogo     |
| ------------- | ------------- | ------------- | --------- |
| Exeter City   | 0-1           | Oxford United | Exeter    |
| Oxford United | 1-2 (3-4 dcr) | Exeter City   | Oxford    |
|               |               |               |           |
| York City     | 0-0           | Morecambe     | York      |
| Morecambe     | 2-1           | York City     | Morecambe |
|               |               |               |           |

#### Finale
|           | Risultati |             | Luogo            |
| --------- | --------- | ----------- | ---------------- |
| Morecambe | 2-1       | Exeter City | Londra (Wembley) |
|           |           |             |                  |